# アージー・グリース
アージー・グリース （Arje Griegst、1938年 - ） は、デンマークの芸術家。コペンハーゲン出身。
アージー・グリースは簡単なプロジェクトには応じず、必ず下書きから初め、彼の豊富な空想の世界より独創的な発想と形を表現できるまで、決して妥協は許さないアーティストとして知られている。
イギリス・ドイツ・エルサレム・ニューヨークメトロポリタンミュージアム・デンマーク・フランス・オランダ・スウェーデン等世界主要都市で展覧会を開いている。

## 経歴
- 1938年 コペンハーゲン生まれ。金細工芸術家バルグ・グリースの息子として生まれる。
- 幼少のころから父親の工房で修行し、後にデンマーク有名[独自研究?]工房で修行。
- 1960年 王立芸術学院にて学位単位を取得し卒業。スタジオ創設。
- 1967年 エルサレムのベザレル学院にて教鞭をとる。
- 1972年 ロイヤルコペンハーゲン磁器工場で製作開始。
- 1977年 コペンハーゲン王立学院よりビンデスボル勲章を授与。
- 1989年 コペンハーゲン・チボリ公園のプロジェクト参加。
- 1997年 倉敷チボリ公園のプロジェクト参加。

## 主要作品
- トリトンテーブルセット（ロイヤルコペンハーゲン）
- クサナドウグラス（ホルムガルド・グラスヴァルク）
- デンマーク女王陛下マーガレット2世の王冠
- チボリ公園ブロンズと御影石の噴水
- オパールを彫刻した宝石・ブロンズ制作品彫刻等